# Zoologická zahrada Dvůr Králové
Safari park Dvůr Králové, se nachází v západní části města Dvora Králové nad Labem v okrese Trutnov v Královéhradeckém kraji. Zahradu vlastní a provozuje akciová společnost ZOO Dvůr Králové, která vznikla v roce 2005 a která je v majetku Královéhradeckého kraje.
Zoo se přednostně orientuje na africká zvířata, a to již od konce 60. let 20. století. Vedle klasické pěší pochůzky mezi expozicemi tradiční zoo umožňuje v části safari také projížďky mezi zvířaty buď upravenými turistickými autobusy, anebo ve vlastních vozech návštěvníků. Součástí zoo je také galerie obrazů Zdeňka Buriana, ilustrátora pravěku.
Ředitelem zahrady je od 1. prosince 2012 Přemysl Rabas.

## Historie

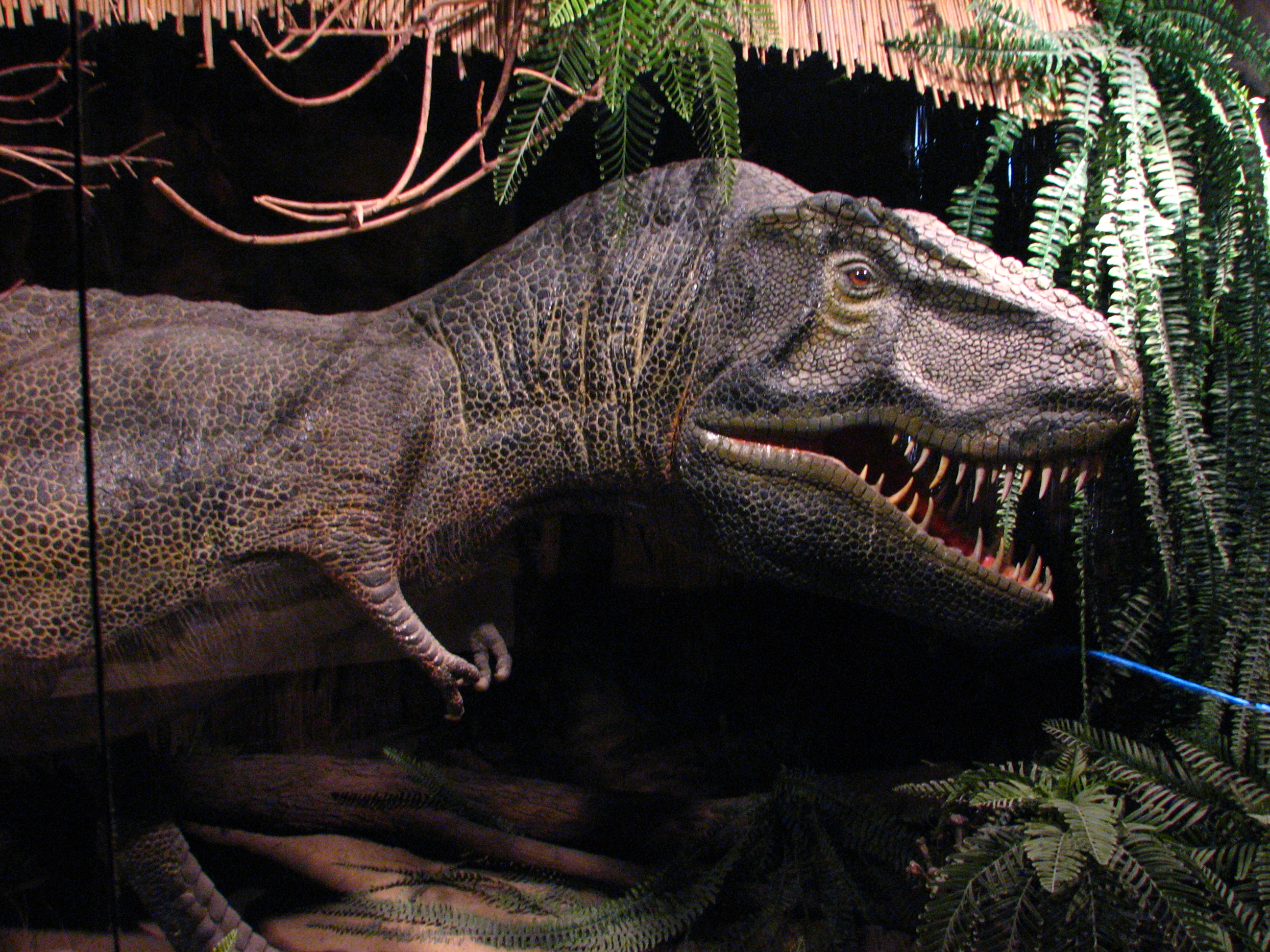
Model mláděte tyranosaura
v expozici „Svět dinosaurů“

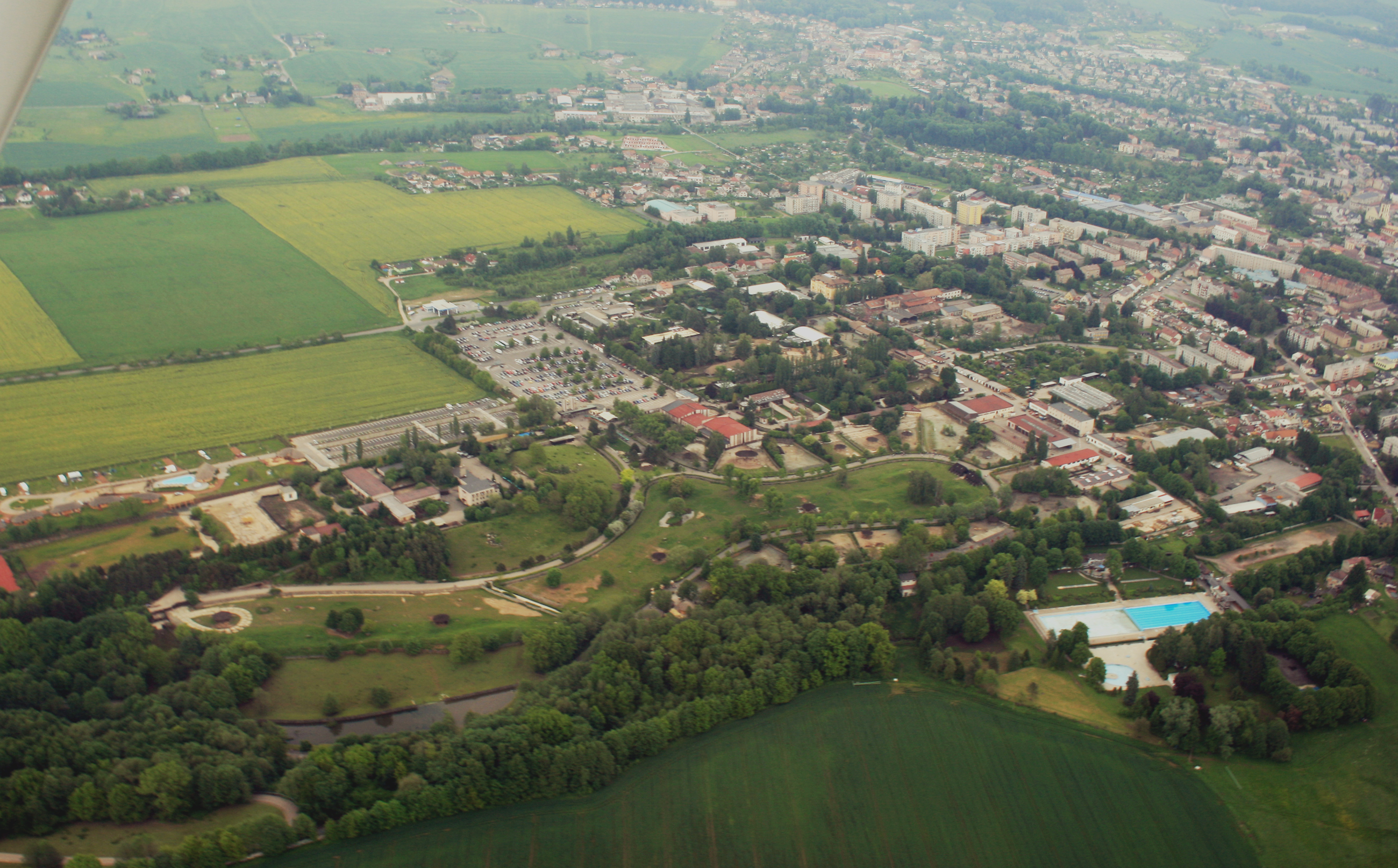
Letecký snímek zoo

Krátce po skončení II. světové války a znárodnění arizované Neumannovy vily, která se stala sídlem nového královédvorského městského muzea, dal královédvorský rodák a pozdější krátkodobý ředitel Zoo Praha Otakar Štěpánek podnět pro založení zvířecích expozic. Na ploše 4,6 ha původní květinové zahrady pak přičiněním řady dobrovolníků pod vedením pozdějšího správce Josefa Fabiána vzniklo několik klecí a výběhů, které byly osazeny především nenáročnými středoevropskými zvířaty (lišky, jezevci, sovy, straky, srny aj.). Slavnostní otevření tohoto zookoutku pro veřejnost se konalo 9. května 1946.
V roce 1950 byl původní palmový skleník u vily přestavěn na první pavilon exotické zvěře, kde nalezly útočiště opice, cibetky, exotičtí ptáci a největší lákadlo zookoutku: lví kocour Rémus, vysloužilé cirkusové zvíře. Téhož roku se začaly stavět i nové výběhy pro kopytníky, v roce 1951 byli dovezeni první velbloudi a od 20. listopadu 1951 nesl dosavadní zookoutek nové, podstatně slavnostnější pojmenování Východočeská zoologická zahradu (VčZOO). Počty živočišných druhů i jedinců poměrně rychle rostly, v roce 1953 už VčZOO měla plochu 6,5 ha a vystavovala 59 druhů ptáků, 26 druhů savců a jeden druh plazů (želvy). Poté, co v březnu 1953 správce Fabián ze zoo odešel, však další vývoj poněkud ustrnul – či spíše dokonce degradoval, protože hned v roce 1953 přišla zoo o pozemek pod vilou, kde do té doby byly obory a bazénky, a kde byl po následující čtyři roky zdlouhavě budován amfiteátr.
V roce 1956 se stal ředitelem VčZOO František Císařovský. Zoo získala první tygry bengálské, kteří se stali skutečným maskotem zoo a dostali se tak na vůbec první logo v roce 1957. Přelom 50. a 60. let znamená výraznou modernizaci zoo, která se rozšířila na 28 ha, přičemž naprostou většinu prací bezplatně provedli zaměstnanci a občané města v rámci Akce Z – nový medvědinec, lvinec, řada výběhů atd. V roce 1959 se stala VčZOO druhou největší zoologickou zahradou v tehdejším Československu jak plochou (přes 20 ha), tak i obsazeností (360 zvířat) a návštěvností (130 000 lidí). I v dalších letech prožívala zoo rozkvět stavební i chovatelský: v roce 1960 byly dokončeny pavilony pro antilopy, muflony a kamzíky či přestavba opičího pavilonu do modernější podoby, v roce 1961 byla odchována první dvě koťata tygra bengálského, v roce 1963 dokončen sloní pavilon a dovezena slonice Soňa původem z cirkusu, roku 1964 byl dokončen pavilon terárií jako vůbec první takový objekt v Československu, s velkou průhlednou laminátovou střechou, tůněmi pro krokodýly a řadou vitrín pro menší plazy. Téhož roku také počet návštěvníků dosáhl 200 000 osob a zřizovatelství VčZOO přešlo z MNV Dvůr Králové nad Labem na ONV Trutnov.
V červenci 1965 se ředitelem VčZOO stal Josef Vágner a postupně se mu podařilo prosadit specializaci zoo na africkou faunu, už v roce 1966 tak začal být sloní pavilon adaptován i pro potřeby hrochů a v zoo vznikla nová karanténní stanice. Kvůli rostoucímu významu zoo přešlo v roce 1967 zřizovatelství VčZOO z ONV Trutnov na Východočeský KNV Hradec Králové. Téhož roku se Vágner vydal na první studijní cestu do Afriky a následně uspořádal celkem osm expedic do Afriky, jejichž cílem byl dovoz africké fauny a díky nimž v zoo přibylo na 2000 nových zvířat, především kopytníků. Tyto mimořádně náročné expedice znamenaly cca 20 tisíc kilometrů dlouhou přepravu zvířat na autech, ve vlaku, na lodích aj. z centrální Afriky, díky profesionální péči však s téměř plnou spolehlivostí a úhyny jen v řádu jednotek kusů. 
Od roku 1972 VčZOO disponovala největším stádem žiraf na světě (46 jedinců) a na tomto základě bylo vytvořeno i nové logo: tři žirafí krky. V dubnu 1975 však byla celá zoo uzavřena pro návštěvníky až do konce roku. Příčinou byla nutnost izolace a celkové karantény poté, co se v dubnu u některých žiraf v zimovišti objevily příznaky afrického typu slintavky a kulhavky SAT1. Na základě rozhodnutí veterinární správy bylo celé stádo žiraf (28 žiraf Rothschildových a 18 žiraf síťovaných) v noci z 29. na 30. dubna 1975 postříleno. Toto rozhodnutí nebylo nikdy zcela objasněno a zdokumentováno, protože k němu došlo zřejmě jen na základě nepřímých důkazů a příznaků, nikoliv na základě cíleného sérologického vyšetření (jedinou laboratoří v té době disponovala Velká Británie, kam bylo zřejmě nepřípustné až nemožné dovézt vzorky) a ČSSR o něm ani neinformovala příslušné mezinárodní orgány. Ředitel Vágner v tom spatřoval cílenou akci československé kontrarozvědky s cílem ho profesně diskreditovat – podkladem pro toto tvrzení bylo mj. to, že ostatní vnímavá zvířata z bezprostředního okolí žirafí ubikace (od buvolů po hospodářská zvířata v zázemí zoo) vyšetřena (natož utracena) nebyla. Žirafí chov byl sice záhy obnoven novým dovozem z Afriky, ale již nikdy nedosáhl podobné velikosti jako původní 46hlavé stádo.
V roce 1968 totiž Vágner vypracoval Projektový úkol na africké safari a rozšíření zoologické zahrady, kde počítal s tím, že areál zoo se rozšíří jihozápadním směrem až na 70 ha a že v letech 1969–72 dojde k výstavbě pavilonů, výběhů, zimovišť, komunikací aj. v hodnotě 118 mil. Kč. Skutečná výstavba však probíhala mnohem pomaleji, než bylo v plánu. Postupně vznikly nové vchodové pokladny a turnikety, pavilony pro zebry, nosorožce, antilopy atd., po celém areálu byly vybudovány důkladné inženýrské sítě, vlastní dílny, v roce 1980 vznikl také Výzkumný a diagnostický ústav vybavený počítačovým systémem atd., přesto však práce nebyly dokončeny ještě ani v březnu 1983, kdy se Vágner ze zdravotních důvodů vzdal místa ředitele. V roce 1983 ještě v Neumannově vile vznikla unikátní galerie o vývoji života na Zemi: galerie obrazů Zdeňka Buriana, oficiálně otevřená 17. 6. 1983.
V srpnu 1984 se ředitelem VčZOO stal Jiří Svoboda (dosavadní ředitel Správy KRNAP). Během jeho poměrně krátkého působení došlo k významné modernizaci zoo spojené se snahou imitovat přirozené prostředí zvířat ve výbězích – včetně odstraňování mříží a pletiv u různých expozic a jejich nahrazování sklem, příkopy a živými ploty. V této době došlo také k výstavbě objektů, které umožnily v pozdější době otevření safari. Zoo se stala největším chovatelem lidoopů v ČSSR, pro které byl otevřen i nový pavilon a kde ředitel Svoboda svým osobním zásahem nechal nahradit projektované betonové a ocelové „atrakce“ pro lidoopy novými dřevěnými. V následujících dvou letech vznikly voliéry ptáků, pavilon plameňáků, expozice malých zvířat, výběhy šelem, kopytníků i surikat, ostrov papoušků, v teráriu vznikla expozice tropické řeky, přestavěn pavilon nosorožců, aj. V létě 1986 bylo do safari pokusně vypuštěno prvních 17 kopytníků.
V prosinci 1988 byl zvolen ředitelem Pavel Suk, který se zcela soustředil na dokončení projektu Safari, slibovaného veřejnosti již přes deset let: došlo k zásadním parkovým úpravám, výstavbě rozsáhlých oplocení a instalaci unikátních samozavíracích brán mezi oddíly. Veřejnost se na safari poprvé podívala dne 24. května 1989, kdy bylo otevřeno pro autobusové výpravy a lidem tak bylo po 21 letech opět zpřístupněno údolí potoka Netřeby. V témže roce byl také otevřen velký přednáškový sál a vzniklo Středisko ekologické výchovy.
V lednu 1990 byl ředitel Suk odvolán a v dubnu 1990 se novým ředitelem stal Ivan Pojar. Pro VčZOO začalo několikaleté období existenční nejistoty, ztížené faktem, že volbami na podzim 1990 zanikly KNV a zřizovatelství VčZOO přešlo na nově vzniklý OkÚ Trutnov, včetně účelově vázané státní dotace. Ředitel Pojar tehdy bez náhrady zrušil jak Vědecký a diagnostický ústav, tak i téměř polovinu z 247 pracovních míst a dosavadní technici či zahradníci se stali externími dodavateli. Hospodářské problémy se prohloubily od roku 1993, protože zánik ČSFR znamenal i zánik provozní dotace z federálního rozpočtu a OkÚ byl nucen dotaci poskytovat z vlastního rozpočtu, ta však byla logicky mnohem nižší a znamenalo to další škrty v provozních i investičních výdajích zoo. Slibně rozjetá výstavba moderního ptačího pavilonu byla zastavena po zastřešení hrubé stavby a v tomto období se realizovaly jen méně náročné investice: pavilon šelem (navíc díky daru soukromé osoby), pavilon nočních zvířat v suterénu Neumannovy vily, rekonstrukce pavilonů tlustokožců, antilop a plazů apod. Ostatní části zoo však postupně chátraly, a to jak pavilony, tak zázemí pro zvířata, zaměstnance i návštěvníky. Přesto se v roce 1994 stala VčZOO členem EAZA.
Od 1. 1. 1993 nesla zoo nový název Východočeská zoologická zahrada – safari Dvůr Králové nad Labem a začalo se uvažovat o její privatizaci, o což se snažil mj. exředitel Vágner přes svou rodinnou firmu SAFARI, s.r.o. (v privatizačním projektu ale dál počítal s trvalými státními dotacemi a byl odmítnut), v roce 1997 nakonec Ministerstvo financí od záměru privatizace ustoupilo. 
V srpnu 1996 do ředitelské funkce nastoupila Dana Holečková. Ta krátce po jmenování obnovila výstavbu ptačího pavilonu, zahájila demolice nevyužívaných zchátralých pavilonů ve prospěch rozšíření dosavadních, rozšíření safari o další výběh, zorganizovala dovoz desítek nových živočišných druhů, prosadila vznik nové restaurace U lemura, hotelu Safari, rekonstrukci Neumannovy vily, rozšíření parkoviště pro návštěvníky, přestavbu terária na pavilon Vodních světů, zřízení dětské kontaktní zoo a vznik Safarikempu. Ke dni 28. červnu 2005 byla zoo transformována z příspěvkové organizace na akciovou společnost ve 100% vlastnictví Královéhradeckého kraje a získala IČ 27478246. V roce 2009 byly uskutečněny dvě velké reintrodukční akce, kdy dva nosorožci dvourozí byli navráceni do Tanzanie (do Národního parku Mkomazi) a čtyři severní nosorožci tuponosí do Keni v rámci projektu Poslední šance na přežití. Tento projekt sice ocenil například britský princ William, ale odsoudili ho někteří odborníci. Spory vyvrcholily dobrovolným odchodem zoo z asociace EAZA a vyloučením z WAZA.
Osobnost ředitelky Holečkové, a její snaha přilákat maximum platících návštěvníků, však postupně vyústila v odpor některých zaměstnanců k její činnosti. Někteří bývalí zaměstnanci pak založili občanské sdružení Safari Archa 2007, které jí veřejně vytýkalo arogantní přístup k podřízeným, neodborné zásahy do chovatelské práce (které mělo údajně za následek úmrtí slonice a jejího ošetřovatele v roce 2001), nesystémovou cenovou politiku (např. zavedení vstupného již pro dvouleté děti) či podbízivý lunaparkový styl. Unie českých a slovenských zoologických zahrad tyto „tendenční a účelové mediální výstupy některých jednotlivců a občanských iniciativ, které jsou vedeny osobní záští a vlastními zájmy“, odsoudila a ani zřizovatel neviděl důvod k ředitelčině odvolání. Ten se náhle našel na podzim 2012, když v atmosféře před volbami do krajských zastupitelstev vyzval hejtman Královéhradeckého kraje Lubomír Franc ředitelku k rezignaci, jakkoliv se jí dosud zastával. Volební hnutí Východočeši, na jehož kandidátní listině tehdy Holečková byla, hejtmanovu snahu označilo za žalovatelný předvolební tah a ředitelka složit funkci odmítla, nakonec však rezignovala sama dne 17. října 2012 s tím, že zoo odevzdává ve výborné kondici: „S potěšením zoo předávám s jedinečnou infrastrukturou, systémem zážitkových programů, funkčním hotelem, unikátním safarikempem a dobrým stavem hospodaření, kterého zoo navzdory ekonomické recesi dosáhla.“
Představenstvo zoo vypsalo výběrové řízení na nového ředitele, ve kterém dne 14. listopadu 2012 uspěl Přemysl Rabas – ten v zoo pracoval již v letech 1988–90, později (v letech 1992–2008) vedl Podkrušnohorský zoopark Chomutov. Toto rozhodnutí se dočkalo okamžité kritiky jak od občanského hnutí Safari Archa, tak od porevolučního ředitele zoo Pojara. Nový ředitel byl jmenován k 1. prosinci 2012 a jako své hlavní úkoly si předsevzal zklidnění rozjitřené atmosféry, zlepšení návštěvnosti díky jiné politice vstupného, úpravu kritizovaného safari s vlastními auty a návrat zoo do odborných asociací, nijak výrazně se přitom nevymezoval vůči své předchůdkyni a většinu jejích kroků hodnotil kladně. Jedním z prvních znaků bylo vytvoření nového a výrazného vizuálního stylu africké batiky, který začal být postupně uváděn do života na orientačních cedulích, na letácích i na nemovitostech podle plánovaného rozšíření specializace na africkou faunu obecně. 
V roce 2013 vzniklo nové dětské hřiště, které získalo cenu Dřevěná stavba roku a bylo doplněno třípatrovým lanovým parkem. Upraven byl i kritizovaný pohyb pěších a motorizovaných návštěvníků po safari díky lávce přes výběh kopytníků. Byla také otevřena „Expozice velkých afrických transportů“, mapující dovozy zvířat uskutečněné J. Vágnerem a návraty zvířat uskutečněné D. Holečkovou..
31. května 2014 byla část zoo přejmenována na Africké Safari Josefa Vágnera, a to v rámci oslav čtvrtstoletí jeho existence.
12. července 2015 bylo otevřeno Lví safari (jediné ve střední Evropě, kde se návštěvníci mohou mezi volně vypuštěnými lvy projíždět ve vlastních autech nebo ve speciálně upravených vozech). V tomto roce byl také konečně zrekonstruován léta chátrající amfiteátr a ve staré části zoo vznikla i stylové africká vesnička Gwando.
V roce 2016 oslavila zoo 70. výročí od založení. I v tomto roce došlo k mnoha významným počinům: Česká pošta vydala 600 archů příležitostných známek, které byly vyprodány v řádu dní. V zoo se uskutečnila výroční konference 17 členských států EARAZA, safari se dočkalo nového stylového vjezdového objektu s pokladnami a navazující patrovou dřevěnou restaurací Kibo, v areálu safari vzniklo městečko Tiébélé (podle předlohy z Burkina Faso s etnografickou výstavou a nová část zoo byla dne 19. září 2016 prohlášena kulturní památkou.. Do zoo se také po více než deseti letech vrátili hroši a v Africe úspěšně pokračovaly snahy o obnovu populace nosorožců bílých severních. Díky tomu a díky dalším aktivitám návštěvnost po pěti letech opět překročila půlmilionovou hranici. 
Od roku 2018 se začal používat nový marketingový název Safari park Dvůr Králové, oficiální název zapsaný v obchodním rejstříku se však nezměnil. V témže roce proběhla plánovaná rekonstrukce restaurace Lemur s přilehlým hotelem kdy bylo k původní přízemní budově přistavěno patro. Současně s tím proběhla rekonstrukce pokladen a vchodu do zoo. Rovněž začala plánovaná výstavba zimní expozice pro žirafy. Ke konci roku začala také rekonstrukce pavilonů ptačí svět a vodní světy. Ke konci roku 2018 se po 29 letech narodilo mládě hrocha. 
V roce 2019 pokračovala rekonstrukce tropické řeky v pavilonu Vodní světy a pavilonu Ptačí světy. Probíhaly dokončovací práce na expozici žiraf. V červnu byl slavnostně znovu otevřen pavilón Ptačí svět , ve kterém nově vznikly expozice Suché oblasti ostrova Madagaskar a expozice tropického lesa Kongo. V témže roce se podařilo vytvořit chovnou skupinu lvů a následně díky tomu se po 30. letech podařilo odchovat 2 lvíčata lva berberského. V prosinci byla zpřístupněna nová expozice žiraf, kde konečně návštěvníci mohou pozorovat žirafy i v zimě nebo za špatného počasí, kdy je nelze vidět ve venkovním výběhu.  
Na rok 2020 bylo naplánováno znovuotevření zrekonstruované expozice v pavilónu Vodní světy a zahájení výstavby nové části zoo – expozice Jihozápadní Afriky, zaměřené především na vodní faunu Afriky jako jsou krokodýli, tučňáci nebo lachtani.

## Expozice
| Název                                 | Obrázek                               | Popis |
| ------------------------------------- | ------------------------------------- | --- |
| Pavilon šelem                         | Panthera pardus saxicolor             | Pavilon byl otevřený původně jako Expozice psovitých šelem v roce 1970, díky finančnímu daru Blaženy Zedníkové proběhla roku 1995 výrazná rekonstrukce a v současnosti slouží jako expozice pro šelmy jako levhart perský, gepard štíhlý, pes hyenovitý, šakal čabrakový, hyena skvrnitá, medojed kapský, cibetka a další. Na podzim 2019 začala rekonstrukce některých venkovních expozic, kde při rekonstrukci budou odstraněna některá skla a nahrazena budou vodními příkopy. Termín dokončení je plánován na březen 2020. |
| Africká savana                        | Procavia.capensis-10-ZOO.Dvur.Kralove | Pavilon vznikl v roce 2005 na místě bývalého Pavilonu slonů. Tehdy v něm žily tři druhy: slon africký, daman skalní a mangusta liščí, roku 2015 k nim přibyl také hrabáč kapský. |
| Madagaskar a tropický les             |                                       | Rozsáhlá expozice, která byla otevřena v roce 1998, původní název Pavilon Ptačí svět – vlhký tropický skleník představující deštný prales, kde se lze projít mezi stovkou volně létajících ptáků (z 22 druhů). Od roku 2008 se součástí pavilonu stala i expozice orangutanů bornejských a kočkodanů bělonosých. V roce 2019 prošel pavilon kompletní rekonstrukcí a došlo i ke změně názvu. V rámci návštěvy pavilónu zavítáte na ostrov Madagaskar a vydáte se napříč vyschlým kaňonem pohoří Makay. Po cestě narazíte na největší madagaskarské šelmy fosy, želvy, různé druhy ptáků a také skryté jezírko. Poté se přes expozici nočních zvířat, kde našli domov lemuři maki, přemístíte do tajemného tropického lesa s velkým vodopádem a orangutany. Z nejvýraznějších zástupců tropického ptactva zde najdete například zoborožce a turaka, kteří jsou spolu s ostatními ptáky vypuštěni zcela na volno. Jezírko pod vodopádem doplňují vodní ptáci včetně potápek. |
| Tropické bažiny a velké voliéry ptáků |                                       | Pavilon Tropické bažiny a Velká ptačí voliéra (průchozí voliéra s 10 druhy ptáků). Během jarních a letních měsíců obývá většina chovaného ptactva venkovní voliéry. Největší z nich je průchozí a kromě mnoha druhů ptáků zde najdete i několik laviček pro nerušenou relaxaci. Na voliéru navazuje vnitřní expozice Tropické bažiny, sloužící jako zázemí a zároveň zimoviště. Tropické bažiny jsou rovněž přístupné návštěvníkům. Pavilon a voliéra plameňáků, s desítkami typických zástupců afrického ptactva a dalšími druhy najdete za Galerií Zdeňka Buriana. |
| Vodní světy a Jedovatá Afrika         | Cichla ocellaris Dvur zoo 3           | Původní pavilon byl otevřen v roce 1964 jako terarijní expozice. Postupem času byl přebudováván a rozšiřován – v roce 2014 např. o expozici Jedovatá Afrika. Dnes se jedná o systém vzájemně propojených terárií s hady, ještěry či želvami, akvária s rybami nebo vnitřní výběhy s krokodýly, ve kterém žije na 28 druhů zvířat. Část pavilonů nazývaná Tropická řeka prošla v letech 2019–2020 kompletní rekonstrukcí. Vznikly zde tři nové nádrže o celkovém objemu přes 90 tisíc litrů vody představující život afrických jezer, řek a močálů v co největší pestrosti. Každá ze tří nových nádrží má objem kolem 30 tisíc litrů sladké vody. Hned po vstupu zaujme prostorné akvárium představující pestrý život jezera Malawi, v druhé se zabydlují krokodýli čelnatí. Třetí nádrž zatím obývají africké ryby tlamouni nilští neboli tilapie, v budoucnu zde přibude vzácný krokodýl štítnatý. Výraznými úpravami prošel i zbytek pavilonu. Hned za vstupem z expozice Jedovatá Afrika přivítají návštěvníky prudce jedovaté kobry černé a varani nilští. Jejich příbytky dostaly nové skály i další vybavení. Vodní světy prokoukly. Nově ubytují i mimořádně vzácné krokodýly nebo tlamovce z jezera Malawi [online]. safaripark.cz, 2020-05-22 [cit. 2021-04-11]. Dostupné online. |
| Nosorožci                             |                                       | Krytá expozice pro nosorožce dvourohé byla pro návštěvníky otevřena v září 2016 u příležitosti Mezinárodního dne nosorožců. Na rozdíl od původní expozice je přístupná návštěvníkům celoročně. |
| Pavilon primátů                       |                                       | Původní Pavilon lidoopů byl otevřen v roce 1984 a snažil se na jednom místě soustředit všechny tři hlavní lidoopí druhy, tj. šimpanze, gorily i orangutany. Protože však každý z těchto druhů pochází z jiného prostředí a vyžaduje jiné zázemí, byli orangutani přesunuti do jiné expozice a po rekonstrukci z roku 2011 už vnitřní i venkovní výběhy nového pavilonu obývají pouze africké druhy: gorila nížinná, šimpanz, kočkodan Campbellův a gueréza angolská. V roce 2019 proběhla rekonstrukce přilehlé voliéry pro guarézy a kočkodany a zároveň byl provzdušněn přístřešek přiléhající k venkovní expozici šimpanzů. Od roku 2021 jsou zde pouze šimpanzi, kočkodani a guerézy. |
| Expozice Drilů                        |                                       | Pavilonek vznikl na místě bývalého Pavilonu lvů. Navazuje na něj venkovní výběh, oddělený od návštěvníků vodním příkopem. Expozici obývá skupina drilů černolících. |
| Okapi                                 |                                       | Pavilon a venkovní expozice pro okapi pocházejí z roku 2004. Okapi chová Zoo Dvůr Králové jako jediná v České republice. |
| Hrošíci                               |                                       | Pavilon a vodní výběh pro hrošíky liberijské byl otevřený po roce 1970, tehdy byl ale pavilon uvnitř nepřístupný návštěvníkům - zpřístupněn byl až v roce 2002, kdy proběhla oprava a ztvárnění pavilonu jako deštný prales. |
| Městečko Tiébélé                      |                                       | Městečko Tiébélé je napodobeninou stejnojmenné osady v africké Burkině Faso – ta je známá barevným zdobením domů. Expozice byla otevřena v roce 2016. Její součástí je africké muzeum a také výběhy pro některá africká zvířata. |
| JIhoafrická vesnička Gwanda           |                                       | Expozice, otevřená v roce 2015, nabízí ukázku vesnice na jihu Afriky. Lze tu najít např. zlatokopecký důl, mlýn s nádrží na vodu, hliněnou pec, stánky, školu s dřevěnými lavicemi a tabulí nebo dětskou zoo s typickým africkým domácím skotem. |
| Surikaty                              |                                       | Pavilon a výběh pro surikaty a veverky kapské. |
| Galerie Zdeňka Buriana a Muzeum kostí |                                       | V Neumannově vile vznikla expozice obrazů malíře Zdeňka Buriana. V přízemí Neumanovy vily se nachází Muzeum kostí odhalující stovky mimořádně cenných kosterních exponátů zvířat celého světa. Expozice byla v roce 2023 významně rozšířena. Jedná se o největší veřejně přístupnou sbírku tohoto druhu v České republice |
| Zimní expozice žiraf                  |                                       | Jedná se o přístavbu k pavilonu žiraf síťovaných provedené v letech 2018–2019. Otevření se uskutečnilo v prosinci 2019 a návštěvnicí zde mají možnost vidět žirafy za špatného počasí nebo v zimě, kdy nelze žirafy vidět ve venkovním výběhu. Celým pavilonem prostupuje vyvýšená dřevěná lávka, která umožní bezprostřední kontakt se zvířaty neomezený žádnými bariérami v podobě skla nebo mříží. |
| Jezero hrochů                         |                                       | Jezero hrochů je obří nádrž, zbudovaná před desítkami let. V roce 2016 se sem po významných úpravách vrátili hroši obojživelní, kteří ve Dvoře chyběli od počátku milénia. Prostor se znovu významně proměnil v roce 2021. Tehdy zmizel masivní silniční most, který nahradil přírodní val. Lidé se díky tomu dostali ke zvířatům mnohem blíže a mohou je pozorovat jednak z nadhledu vyhlídek, ale také takřka z úrovně hladiny. Expozice je jednou z největších hroších expozic v Evropě a je zcela mimořádná svým přírodním pojetím. Hroši výběh obývají v sezoně (zhruba od května do konce září) společně s několika druhy antilop. Jezero hrochů patří k nejatraktivnějším expozicím safari parku. |
| Expozice Jihozápadní Afriky           |                                       | Expozice Jihozápadní Afriky vyrůstá vedle správní budovy na místě bývalé slévárny. Měly by se zde objevit nové voliéry a expozice s plameňáky, pelikány, tučňáky, krokodýly, hyenami, supy a jinými zvířaty. Stavba je rozdělena na několik etap a rozpočet má okolo 100 milionů korun. V první etapě se budovaly průchozí voliéry pro plameňáky a objekt občerstvení s plánem dokončení v průběhu roku 2021. Expozice plameňáků: V roce 2021 byla dokončena průchozí voliéra pro plameňáky, kolpíky a další ptactvo. Plameňáci do ní byli přesunuti v listopadu (do zmenšeného provizorního dvorečku, který byl v březnu 2022 odstraněn a expozice je od té doby plnohodnotná). Bývalá voliéra s plameňáky začala být v únoru 2022 demolována a vyroste zde odpočinková zóna parkového typu. Občerstvení a WC: Steak House byl dokončen a otevřen v roce 2021. Spadá pod Safari Gastro s. r. o. a nabízí steaky a ryby na grilu. Je zasazen mezi nově budovanou, atmosféru dotvářející vinici a správní budovu Safari Parku. Kromě restaurace se zde vytvořil obchod s plyšovými hračkami, stylové toalety a dekorace budovy i okolí. Za zmínku stojí knihy o fauně k zapůjčení, vycpané hlavy zvířat, či dobové hospodářské vybavení okolo statku. Expozice tučňáků: Nejvýznamnější stavbou je expozice tučňáků, která spolkne zhruba 40% celkového rozpočtu na "Jihozápadní Afriku". Její stavba započala v roce 2021 a intenzivně se na ní pracovalo přes počasím stavebně příznivou zimu až do jarních měsíců, kdy byl usazen na budovu maják; dokončuje se vnější zateplení, omítky a betonáže bazénu. Výběh kopytníků: V březnu 2022 se usadily těžké pracovní stroje na velkém prostranství před správní budovou, kde se v 2021 vytvořilo provizorní pole. Začalo se zde bagrovat a sbíjet, aby se následně mohlo vytvořit ohrazení pro kopytníky. Hrazení muselo ustoupit pár vzrostlých stromů, ale po celé zoo je vidět snaha o maximální zachování zeleně a novou výsadbu. V dubnu již probíhají armovací práce a bude tedy následovat betonáž. |

## Safari okruhy
Africké safari Josefa Vágnera a Lví safari jsou zvláštní částí safari parku. V provozu jsou pouze v letní sezoně. Pro jejich návštěvu je nutné využít Afrika trucku, Safaribusu nebo vlastního vozu. Do safari se platí zvláštní vstupné a není možné navštívit ho bez pořízení vstupenky do pěší části areálu.
Pěší safari je součástí běžného areálu a je zdarma. Charakter obrovských výběhů se ale velmi blíží pojetí safari. V pěším safari je k dispozici několik občerstvení, herní dřevěný hrad s vyhlídkami do Lvího safari, toalety nebo rybník se šlapadly k pronájmu.
| Název          | Popis |
| -------------- | --- |
| Africké safari | Hlavní okruh byl otevřen v roce 1989. Najdeme na něm převážně africké kopytníky jako zebry, antilopy, watusy, pakoně nebo ptáky jako pštrosy, plameňáky nebo pelikány. Okruhem je možné projet jak Safaribusem, tak vlastním automobilem nebo Afrika truckem. Safari bylo v roce 2016 prohlášeno za národní kulturní památku. Pro návštěvníky, kteří jedou do safari vlastními vozy, je zdarma k dispozici aplikace Mobilní safari. Hlasem ji provází herec Martin Písařík. |
| Lví safari     | Lví safari bylo otevřeno v roce 2015. Navazuje na hlavní okruh safari a je v něm umožněno projet mezi volně vypuštěnými lvy. Okruhem lze projet speciálně upraveným Afrika truckem a také vlastním automobilem. Pro návštěvníky, kteří jedou do safari vlastními vozy, je zdarma k dispozici aplikace Mobilní safari. Hlasem ji provází herec Martin Písařík. |
| Pěší safari    | Poslední okruh je průchozí. Po lávkách lze přecházet přes několik výběhů, ve kterých žijí např. žirafy, zebry, nosorožci, antilopy, hroši, velbloudi nebo ptáci. |

## Současnost
Rok 2017: Zoo Dvůr Králové chová kolem 2 500 ks zvířat v 418 druzích (údaje z roku 2017), z čehož je 86 druhů savců a 161 druhů ptáků. O zvířata se stará 164 zaměstnanců. Provozní náklady zoo činily 177,685 mil. Kč. Od zřizovatele, Královéhradeckého kraje, obdržela 50 mil. Kč, od Ministerstva životního prostředí 1,417 mil. Kč. Provozní soběstačnost tak činila 68 %. Podle počtu zaměstnanců i podle celkových příjmů je královédvorská zoo na druhém místě v Česku (po zoo v Praze). Podle počtu návštěvníků je na třetím místě – předstihuje ji Zoo Praha a Zoo Zlín.

## Návštěvnost
Zoo je tradičním turistickým cílem nejen obyvatel východočeské oblasti, ale prakticky z celé republiky, blízkého Polska a Německa. Od roku 2006 jsou ve výročních zprávách Zoo dohledatelné i údaje o počtu návštěvníků a později i o tržbách ze vstupného.
| Rok  | Počet návštěvníků | Tržba ze vstupného | Poznámka |
| ---- | ----------------- | ------------------ | --- |
| 2006 | 475 498           | 40,381 mil. Kč     | |
| 2007 | 542 011           | 46,619 mil. Kč     | |
| 2008 | 539 447           | 46,656 mil. Kč     | |
| 2009 | 552 167           | 48,742 mil. Kč     | vstupné v letní sezóně plné 150 Kč / snížené 95 Kč / dětské 35 Kč / rodinné 420 Kč, v mezisezóně 125/82/35/330 Kč, v zimní sezóně 95/65/30/280 Kč                 |
| 2010 | 454 476           | 42,855 mil. Kč     | vstupné v letní sezóně plné 170 Kč / snížené 100 Kč / dětské 50 Kč / rodinné 490 Kč, v mezisezóně 140/95/50/420 Kč, v zimní sezóně 110/75/50/290 Kč               |
| 2011 | 411 381           | 50,417 mil. Kč     | vstupné v letní sezóně plné 170 Kč / snížené 100 Kč, v mezisezóně 140/95 Kč, v zimní sezóně 110/75 Kč (výrazně změněna koncepce vstupného po otevření motosafari) |
| 2012 | 370 265           | 46,313 mil. Kč     | vstupné v letní sezóně plné 230 Kč / snížené 150 Kč / dětské 50 Kč / rodinné 740 Kč, v mezisezóně 175/105/50/510 Kč, v zimní sezóně 115/80/50/360 Kč              |
| 2013 | 408 358           | 45,167 mil. Kč     | vstupné v letní sezóně plné 195 Kč / snížené 150 Kč / dětské 50 Kč / rodinné 660 Kč, v mezisezóně 175/105/50/510 Kč, v zimní sezóně 120/80/50/360 Kč              |
| 2014 | 464 165           | 54,813 mil. Kč     | vstupné v letní sezóně plné 195 Kč / snížené 150 Kč / dětské 50 Kč / rodinné 660 Kč, v mezisezóně 175/105/50/510 Kč, v zimní sezóně 120/80/50/360 Kč              |
| 2015 | 494 057           | 58,984 mil. Kč     | vstupné v letní sezóně plné 195 Kč / snížené 150 Kč / dětské 50 Kč / rodinné 660 Kč, v mezisezóně 175/105/50/510 Kč, v zimní sezóně 120/80/50/360 Kč              |
| 2016 | 538 006           | 65,964 mil. Kč     | vstupné v letní sezóně plné 195 Kč / snížené 150 Kč / dětské 50 Kč / rodinné 660 Kč, v mezisezóně 175/105/50/510 Kč, v zimní sezóně 120/80/50/360 Kč              |
| 2017 | 524 721           | 63,747 mil. Kč     | vstupné v letní sezóně plné 195 Kč / snížené 155 Kč, v mezisezóně 175/115 Kč, v zimní sezóně 120/85 Kč                                                            |
| 2018 | 508 885           | 73,172 mil. Kč     | vstupné v letní sezóně plné 230 Kč / snížené 180 Kč, v mezisezóně 180/120 Kč, v zimní sezóně 130/90 Kč                                                            |
| 2019 | 541 902           | 75,123 mil. Kč     | |
| 2020 | 450 722           | 79, 738 mil. Kč    | vstupné v letní sezóně plné 240 Kč / snížené 190 Kč, v mezisezóně 175/110 Kč, v zimní sezóně 175/110 Kč                                                           |

## Členství v mezinárodních organizacích
- Unie českých a slovenských zoologických zahrad (UCSZOO) – člen od vzniku Unie v roce 1990
- International Zoo Educators (International Association of Zoo Educators (IZE) – jedním z předsedů od roku 2008
- Euro-asijská regionální asociace zoo a akvárií (Евроaзиатская pегиональная aссоциация зоопарков и aквариумов (EARAZA) – od roku 2010
- Evropská asociace zoologických zahrad a akvárií (European Association of Zoos and Aquaria (EAZA); člen v letech 1995–2010, od 2015. V květnu 2010 navrhl výkonný výbor EAZA podmínečně na dva roky vyloučit královédvorskou zoo pro opakované porušování pravidel v evropských záchranných programech,[32] ředitelka zoo Dana Holečková označila tento postup za rozporný se stanovami EAZA a zoo na protest proti tomuto rozhodnutí ukončila členství v EAZA sama k 30. červnu 2010.[33][34] Stala se tak první zoologickou zahradou v historii EAZA, která z organizace vystoupila.[34] Tento krok tehdy podpořil i prezident Unie českých a slovenských zoologických zahrad Vladislav Jiroušek, který proti rozhodnutí výkonného výboru EAZA podal stížnost. Také Královéhradecký kraj jako zřizovatel zoo oznámil, že vystoupení z asociace by nemělo provozu či atraktivitě zahrady přinést žádné škody či újmy a naopak ji už nebudou svazovat neoprávněné požadavky ze strany evropské asociace, které jsou v rozporu s českými právními předpisy.[34] Naproti tomu bývalá pracovnice zahrady, zooložka Kristina Tomášová, která byla 10 let koordinátorkou evropského záchranného programu bílých nosorožců, označila zánik členství za zánik kreditu a srovnala jej s přestupem hokejového týmu z první ligy do okresního přeboru.[34] Avšak v roce 2015 se zoo opět připojila do EAZA .

- bývalé členství: Světová asociace zoologických zahrad a akvárií (World Association of Zoos and Aquariums, (WAZA), dříve pod názvem Mezinárodní unie ředitelů zoologických zahrad; člen v letech 1997–2012. Po vystoupení zoo z EAZA následovalo v listopadu 2010 podmínečné vyloučení i z WAZA na dva roky za nedodržování pravidel této mezinárodní organizace, zoo se proti tomuto rozhodnutí odvolala.[35] Ke dni 6. srpna 2012 pak WAZA královédvorskou zoo ze svých řad definitivně vyloučila pro „neschopnost dodržet standardy stanovené etickým kodexem WAZA“ a kvůli „obvinění z vážného porušení etického chování s ohledem na četné převody zvířat a veškeré následky těchto porušení“,[36] aniž by podle zoo byla tato obvinění konkretizována. Ředitelka zoo Dana Holečková tuto záležitost považuje za okrajovou, protože zoo již delší dobu sama uvažovala o vystoupení z WAZA.[37]

Zoo také čelí obvinění, že obchodovala se zvířaty, což je podle exprezidenta Unie českých a slovenských zoologických zahrad V. Jirouška skutečný důvod vyloučení: „Dvůr se po vystoupení z EAZY necítil vázán žádnými pravidly, a tak zvířata prodával jak chtěl a také kam chtěl.“ Jeho slova podporuje i zooložka Lenka Vágnerová, dcera Josefa Vágnera, podle jejíchž informací královédvorská zoo odsunula během posledních let množství kopytníků do Emirates Zoo ve Spojených arabských emirátech (tato zoo byla z WAZA vyloučena současně s královédvorskou). Naopak předseda představenstva zoo, RNDr. Marian Slodičák, považuje vyloučení z EAZA za exemplární trest a zastrašování případných dalších vzbouřenců, protože spory zoo s asociacemi podle něj začaly reintrodukčním transportem nosorožců do Keni v roce 2009, kterému se asociace snažily zabránit.[zdroj⁠?!]
K situaci okolo vyloučení vydala své stanovisko i Unie českých a slovenských zoologických zahrad, ve kterém na jednu stranu respektuje právo vedení zoo „začít naplňovat poslání zoologických zahrad svou vlastní cestou“, na druhou stranu považuje aktivní práci v EAZA a WAZA za nejefektivnější cestu k naplňování poslání zoologických zahrad a „neztotožňuje se s mediálními výstupy představitelů ZOO Dvůr Králové, v nichž (své) kroky popisuje jako logické vyústění špatné práce mezinárodních organizací EAZA a WAZA a jejich zbytečnosti, potažmo škodlivosti pro chov zvířat“.

## Ředitelé a správci zoo
| jméno                   | životní data               | funkční období                                        | poznámky |
| ----------------------- | -------------------------- | ----------------------------------------------------- | --- |
| Josef Fabián            | 15. 3. 1916 – 10. 11. 1976 | 9. 5. 1946 – 17. 3. 1953                              | První správce, spoluzakladatel tehdejšího Zookoutku spolu s prof. Karlem Hrubým (pedagogem genetiky na Karlově univerzitě). |
| Emil Síbr               | 13. 12. 1906 – 1. 12. 1971 | 31. 3. 1953 – 15. 12. 1953                            | |
| Jiří Rotter             | 30. 11. 1930 – 18. 2. 2009 | 15. 12. 1953 – 5. 4. 1955                             | Nejmladší správce v historii zoo nastoupil ve 23 letech. |
| Josef Frantl            | 15. 3. 1911 – 20. 2. 1989  | 5. 4. 1955 – 30. 4. 1956                              | |
| František Císařovský    | 9. 6. 1909 – 19. 5. 1972   | 30. 4. 1956 – 30. 6. 1965                             | První ředitel zoo a tvůrce prvního vlastního loga zoo. Díky němu vznikla významná a moderní zoo na ploše 22 ha. Počet chovaných zvířat překročil 400 jedinců. |
| Ing. Josef Vágner, CSc. | 26. 5. 1928 – 6. 5. 2000   | 1. 7. 1965 – 31. 3. 1983                              | Nejznámější a nejvýznačnější ředitel v celé historii zoo: prosadil novou koncepci zoo se specializací na africkou faunu, z osmi safari expedic dovezl více než 2000 zvířat a prosadil pro ně rozšíření plochy zoo na plochu zhruba 70 ha. Z funkce odešel předčasně z důvodu zranění při výpravách a opakovaných záchvatů malárie. |
| Jan Brokeš              | 10. 8. 1927 – 5. 2. 2003   | 1. 4. 1983 – 1. 8. 1984                               | Pověřený ředitel do doby před vybráním nové ředitele-odborníka. |
| Ing. Jiří Svoboda       | *22. 6. 1935               | 1. 8. 1984 – 31. 10. 1986                             | Do funkce ředitele byl jmenován poté, co byl odvolán z funkce ředitele Správy KRNAP. Prosadil koncept modernizace – začaly se používat skleněné stěny pro oddělení výběhů od návštěvníků namísto obvyklých mříží či pletiva, zábradlí okolo cest nahradil přirozeně vypadajícími bariérami ze živého plotu či balvanů.             |
| Ing. Josef Toman        | *16. 9. 1942               | 1. 11. 1986 – 30. 4. 1987 a 1. 7. 1988 – 30. 11. 1988 | Zapojil zoo do programu záchrany populace rysa ostrovida a jeho opětného vysazení na Šumavu. |
| RNDr. Josef Gajdůšek    | *14. 11. 1943              | 1. 5. 1987 – 30. 6. 1988                              | |
| MVDr. Pavel Suk         | *6. 9. 1943                | 1. 12. 1988 – 31. 1. 1990                             | Jediný zvěrolékař na pozici ředitele. Upravil nedostavěné safari za pomoci přirozeně působících bariér a unikátních samozavíracích bran mezi oddíly a otevřel safari pro autobusové výpravy. |
| Ing. Josef Podborožný   | *15. 11. 1950              | 1. 2. 1990 – 16. 4. 1990                              | Pověřený ředitel do vyhlášení výsledků konkursu na nového ředitele v době nejasné budoucnosti zoo. |
| PaedDr. Ivan Pojar      | *26. 5. 1945               | 17. 4. 1990 – 31. 5. 1996                             | Zahájil výraznou modernizaci a přestavbu pavilonů, ale po výrazném poklesu provozní dotace musel sáhnout k provozní redukci (pozastavení výstavby ptačího pavilonu nebo převod některých oddělení na dodavatelský servis). |
| Ing. Miroslav Špráchal  | *30. 5. 1947               | 1. 6. 1996 – 31. 7. 1996                              | Pověřený ředitel; ve své předchozí funkci náměstka ředitele prosadil zřízení nadace (1993) Natura viva pro získávání peněz na chov ohrožených druhů v zoo. |
| RNDr. Dana Holečková    | *20. 12. 1957              | 1. 8. 1996 – 17. 10. 2012                             | První žena na pozici ředitele. Pokračovala v postupných modernizacích i novostavbách pavilonů i v rozšiřování zázemí pro návštěvníky. V roce 2011 otevřela safari pro běžné motorizované návštěvníky. |
| MVDr. Přemysl Rabas     | *13. 8. 1963               | od 1. 12. 2012                                        | V zoo pracoval již v letech 1988–1990 jako vedoucí útvaru ochrany genofondu. V letech 1992–2008 byl ředitelem Podkrušnohorského zooparku v Chomutově. |

## Zajímavosti
- Největší chov zaměřený na africké savce v Česku
- Jediné lví safari v ČR a ve střední Evropě
- Jediné exempláře pralesní žirafy Okapi chovány v ČR – podařilo se je zde i 2× rozmnožit
- Jako jediná zoo v Evropě[zdroj?] vystavuje gazelu dama červenokrkou a do 7. 3. 2017 se zde narodilo již 83 mláďat.[42]
- Galerie originálů obrazů Zdeňka Buriana
- V roce 2009 byli 4 z posledních 7 (9) žijících nosorožců tuponosých severních převezeni kvůli naději na záchranu druhu do národního parku Ol Pejeta.
- V dubnu 1975 bylo pro podezření z onemocnění slintavkou typu SAT 1 zastřeleno největší stádo žiraf (29 kusů) – toto podezření nebylo však nikdy spolehlivě potvrzeno ani vyvráceno kvůli minimální dokumentaci.[43] Akci tehdy kontrolovali příslušníci Státní bezpečnosti a i proto se kolem ní objevilo několik konspiračních teorií.
- V dubnu 2017 se ve dvorské zoo narodilo historicky první mládě hrabáče kapského, kterého zahrada chová teprve od roku 2014.[44]
- Do roku 2014 se zde narodilo 250 mláďat žiraf. Což je nejvíce v jedné instituci na celém světě (mimo Afriku).[45]